# Stay (canción de David Guetta)
«Stay» es una canción realizada por el disc jockey y productor francés David Guetta. Cuenta con la colaboración de Chris Willis en las voces. Fue el segundo sencillo de su segundo álbum de estudio, Guetta Blaster, lanzado el 16 de septiembre de 2004.

## Video musical
El videoclip fue dirigido por Nathalie Canguilhem. Fue rodado en Los Ángeles y en él describe una imagen vintage en el que se suceden escenas de jóvenes en diferentes lugares tales como un skatepark, en la noria y en la playa. 

## Listado de canciones
| CD, maxisencillo |                                         |          |  |
| N.º              | Título                                  | Duración |  |
| 1.               | «Stay» (Álbum Versión)                  | 3:30     |  |
| 2.               | «Stay» (Fuzzy Hair Remix)               | 7:15     |  |
| 3.               | «Stay» (Dub Mix By Kiko)                | 5:42     |  |
| 4.               | «Stay» (Remix By Kiko, Guetta, Garraud) | 8:03     |  |

| CD, maxisencillo |                                  |          |  |
| N.º              | Título                           | Duración |  |
| 1.               | «Stay» (Radio Edit)              | 3:11     |  |
| 2.               | «Money» (Radio Edit)             | 3:05     |  |
| 3.               | «Stay» (Remix Edit)              | 3:26     |  |
| 4.               | «Money» (Dancefloor Killa Remix) | 7:07     |  |

| Vinyl, 12", 45 RPM |                               |          |  |
| N.º                | Título                        | Duración |  |
| 1.                 | «Stay» (Fuzzy Hair Remix)     | 7:15     |  |
| 2.                 | «Stay» (Le Knight Club Remix) | 6:20     |  |

## Posicionamiento en listas
| Lista (2004)                              | Mejor posición |
| ----------------------------------------- | -------------- |
| Bélgica (Valonia) (Ultratop 50)           | 19             |
| Bélgica (Flandes) (Ultratop 50)           | 10             |
| España (Top 100 Canciones)                | 11             |
| Francia (SNEP)                            | 18             |
| Francia Club 40                           | 4              |
| Reino Unido (The Official Charts Company) | 78             |
| Suiza (Schweizer Hitparade)               | 82             |